# Zeller-Gletscher
Der Zeller-Gletscher ist ein rund 16 km langer Gletscher in der antarktischen Ross Dependency. Er fließt in westnordwestlicher Richtung zur Südflanke des Byrd-Gletschers, die er unmittelbar nördlich des Mount Fries erreicht.
Das Advisory Committee on Antarctic Names benannte ihn 1965 nach dem Geologen Edward Jacob Zeller (1925–1996), der von 1959 bis 1960 und von 1960 bis 1961 auf der McMurdo-Station tätig war.